# Торстейн Гельстад
Торстейн Гельстад (норв. Thorstein Helstad, нар. 28 квітня 1977, Гамар) — норвезький футболіст, що грав на позиції нападника.

## Клубна кар'єра
У дорослому футболі дебютував 1995 року виступами за команду «Гамаркамератене», у якій провів три сезони, взявши участь у 44 матчах чемпіонату.
Своєю грою за цю команду привернув увагу представників тренерського штабу клубу «Бранн», до складу якого приєднався 1998 року. Відіграв за команду з Бергена наступні п'ять сезонів своєї ігрової кар'єри. Більшість часу, проведеного у складі «Бранна», був основним гравцем атакувальної ланки команди і двічі ставав найкращим бомбардиром чемпіонату в 2000 і 2001 роках (18 і 17 голів відповідно).
У 2002 році Гельстад підписав контракт з австрійським клубом «Аустрія» (Відень) і у першому ж сезоні виграв з командою усі три національні трофеї — чемпіонат, Кубок і Суперкубок Австрії.
Повернувшись на батьківщину у 2004, у тому році став чемпіоном Норвегії з «Русенборгом», а з червня 2006 року знову став грати за «Бранн», з яким став найкращим бомбардиром норвезького чемпіонату в сезоні 2007, забивши 22 голи й допоміг клубу теж стати національним чемпіоном.
У липні 2008 року «Бранн» за 2 млн євро перейшов до французького клубу «Ле-Ман», де став основним гравцем. У перших двох сезонах грав у Лізі 1, а в останньому у Лізі 2, не зумівши повернути команду в еліту, після чого 22 червня 2011 року перейшов у «Монако», але у цій команді не був основним гравцем, зігравши лише кілька ігор за сезон.
2012 року став гравцем «Ліллестрема», де і завершив професійну ігрову кар'єру у кінці наступного року.

## Виступи за збірні
1992 року дебютував у складі юнацької збірної Норвегії, взяв участь у 19 іграх на юнацькому рівні, відзначившись 7 забитими голами.
Протягом 1996—1999 років залучався до складу молодіжної збірної Норвегії. На молодіжному рівні зіграв у 26 офіційних матчах, забив 6 голів.
16 серпня 2000 року дебютував в офіційних матчах у складі національної збірної Норвегії, програвши товариську зустріч з Фінляндією (1:3), втім Гельстад забив у цій грі свій дебютний гол за збірну. Всього протягом кар'єри у національній команді, яка тривала 11 років, провів у формі головної команди країни 38 матчів, забивши 10 голів.

## Титули і досягнення
- Чемпіон Австрії (1):

«Аустрія» (Відень): 2002–03
- Володар Кубка Австрії (1):

«Аустрія» (Відень): 2002–03
- Володар Суперкубка Австрії (1):

«Аустрія» (Відень): 2003
- Чемпіон Норвегії (3):

«Русенборг»: 2004, 2006
«Бранн»: 2007

### Індивідуальні
- Найкращий бомбардир чемпіонату Норвегії: 2000, 2001, 2007